# Lachenalia longituba
Lachenalia longituba là một loài thực vật có hoa trong họ Măng tây. Loài này được (A.M.van der Merwe) J.C.Manning & Goldblatt mô tả khoa học đầu tiên năm 2003.